# Јабланица (Бујановац)
Јабланица је насеље у Србији у општини Бујановац у Пчињском округу. Према попису из 2022. био је 81 становник.

## Историја
Синиша Љепојевић у књизи "Косово и Метохија, реалност, економија и заблуде", на 116.страни доноси податак да после Српско-турског рата 1878. долази до вероватно највећег исељавања Срба са Косова. До 1878.г. Албанци су били мањина на данашњем простору КиМ. Дошло је и до значајног пораста броја Албанаца на данашњем простору КиМ. Краљ Милан је после Српско-турског рата наредио исељавање десетина хиљада Албанаца који су живели у подручјима Топлице, надомак Ниша, и Јабланице, све до Лесковца. Прокупље је тада, на пример, било већински албанско место. Албанци воле да кажу да "неће бити мира све док не окупају биволицу у Топлиции краву у Мораву..." Многи су све до пренеколико година долазили у бивша села у Топлици са турским папирима о власништву над имањима.

## Демографија
У насељу Јабланица живи 83 пунолетна становника, а просечна старост становништва износи 39,6 година (41,7 код мушкараца и 37,4 код жена). У насељу има 29 домаћинстава, а просечан број чланова по домаћинству је 3,76.
Ово насеље је великим делом насељено Србима (према попису из 2002. године).
|  |

| Демографија | Демографија | Демографија |
| Година      | Становника  | Становника  |
| ----------- | ----------- | ----------- |
| 1948.       | 161         |             |
| 1953.       | 171         |             |
| 1961.       | 182         |             |
| 1971.       | 196         |             |
| 1981.       | 117         |             |
| 1991.       | 121         | 121         |
| 2002.       | 109         | 109         |
| 2022.       | 81          |             |

| Етнички састав према попису из 2002.‍ | Етнички састав према попису из 2002.‍ | Етнички састав према попису из 2002.‍ | Етнички састав према попису из 2002.‍ | Етнички састав према попису из 2002.‍ |
| ------------------------------------ | ------------------------------------ | ------------------------------------ | ------------------------------------ | ------------------------------------ |
|                                      |                                      |                                      |                                      |                                      |
| Срби                                 | Срби                                 |                                      | 108                                  | 99,08%                               |
| Црногорци                            | Црногорци                            |                                      | 1                                    | 0,91%                                |

| Година пописа     | 1948. | 1953. | 1961. | 1971. | 1981. | 1991. | 2002. |
| ----------------- | ----- | ----- | ----- | ----- | ----- | ----- | ----- |
| Број домаћинстава | 24    | 22    | 26    | 30    | 21    | 29    | 29    |

| Број чланова      | 1 | 2 | 3 | 4 | 5 | 6 | 7 | 8 | 9 | 10 и више | Просек |
| ----------------- | - | - | - | - | - | - | - | - | - | --------- | ------ |
| Број домаћинстава | 1 | 7 | 5 | 6 | 7 | 2 | 0 | 1 | 0 | 0         | 3,76   |

| Пол    | Укупно | Неожењен/Неудата | Ожењен/Удата | Удовац/Удовица | Разведен/Разведена | Непознато |
| ------ | ------ | ---------------- | ------------ | -------------- | ------------------ | --------- |
| Мушки  | 49     | 19               | 26           | 4              | 0                  | 0         |
| Женски | 42     | 10               | 26           | 6              | 0                  | 0         |
| УКУПНО | 91     | 29               | 52           | 10             | 0                  | 0         |

| Пол    | Укупно                    | Пољопривреда, лов и шумарство | Рибарство                            | Вађење руде и камена | Прерађивачка индустрија       |
| ------ | ------------------------- | ----------------------------- | ------------------------------------ | -------------------- | ----------------------------- |
| Мушки  | 20                        | 9                             | 0                                    | 0                    | 2                             |
| Женски | 11                        | 7                             | 0                                    | 0                    | 1                             |
| УКУПНО | 31                        | 16                            | 0                                    | 0                    | 3                             |
| Пол    | Производња и снабдевање   | Грађевинарство                | Трговина                             | Хотели и ресторани   | Саобраћај, складиштење и везе |
| Мушки  | 0                         | 2                             | 0                                    | 3                    | 0                             |
| Женски | 0                         | 0                             | 0                                    | 2                    | 0                             |
| УКУПНО | 0                         | 2                             | 0                                    | 5                    | 0                             |
| Пол    | Финансијско посредовање   | Некретнине                    | Државна управа и одбрана             | Образовање           | Здравствени и социјални рад   |
| Мушки  | 0                         | 0                             | 0                                    | 0                    | 0                             |
| Женски | 0                         | 0                             | 0                                    | 0                    | 0                             |
| УКУПНО | 0                         | 0                             | 0                                    | 0                    | 0                             |
| Пол    | Остале услужне активности | Приватна домаћинства          | Екстериторијалне организације и тела | Непознато            | Непознато                     |
| Мушки  | 0                         | 0                             | 0                                    | 4                    | 4                             |
| Женски | 0                         | 0                             | 0                                    | 1                    | 1                             |
| УКУПНО | 0                         | 0                             | 0                                    | 5                    | 5                             |